# Bitka pri Fort Slongo
Bitka pri Fort Slong (črkovano tudi Salonga) je potekala 3. oktobra 1781 med silami ameriške kontinentalne vojske pod poveljstvom Benjamina Tallmadgeja in Lemuela Trescotta ter britanskimi branilci Fort Salonge v New Yorku med ameriško revolucionarno vojno. Utrdba se je nahajala blizu meje današnjega Huntington Townshipa in Smithtowna v New Yorku, s pogledom na Long Island Sound.

## Ozadje
Datum izgradnje Fort Slonga ni znan, vendar je bila verjetno zgrajena leta 1778 ali 1779, ko je bila britanska gradnja utrdb na Long Islandu na vrhuncu. Utrdba je bila manjši dodatek k večji Fort Franklin (New York), ki je bila zgrajena v Lloyd Harborju v New Yorku in zgrajena približno ob istem času. Britanci so za gradnjo utrdbe najeli Georgea Slonga iz Filadelfije in kasneje je nosila njegovo ime. Utrdba je bila zgrajena zaradi svoje strateške lokacije s pogledom na Long Island Sound.

## Bitka
Zvečer 1. oktobra je bila ameriška izvidniška sila pod poveljstvom narednika Elijaha Churchilla poslana naprej, da načrtuje napad na utrdbo. Mnogi britanski častniki, ki so poveljevali utrdbi, so bili noč pred bitko na zabavi. Čolne so privezali v Crab Meadowu, zahodno od utrdbe in se odpravili na bližnjo kmetijo Nathaniela Skidmoreja. Od tam je Nathaniel Skidmore vodil skupino do utrdbe, da bi izvideli svoj načrt napada. Pomembno je omeniti, da je bila kmetija najverjetneje kmetija v lasti njegovega očeta Isaaca Skidmoreja, saj Nathaniel ne bi bil starejši od 15 let in s tem premlad, da bi bil lastnik kmetije v Crab Meadowu. Poveljujoči častnik major Valanstine, je bil v New Yorku zaradi vojaških zadev in ni bil prisoten pri bitki.
V noči na 2. oktober je 100 mož pod poveljstvom Benjamina Tallmadgeja in pod vodstvom majorja Lemuela Trescotta odplulo iz Norwalka v Connecticutu v kitolovkah čez Long Island Sound. Trescottova sila je bila razdeljena med 50 mož pod četo stotnika Richarda iz Connecticut Line in 50 mož iz razjahane dragonske čete stornika Edgarja. Ob pristanku v zgodnjih jutranjih urah 3. oktobra je bilo dragonskim vojakom stotnika Edgarja ukazano, naj sprožijo presenetljiv napad na utrdbo, medtem ko je bilo pehoti stotnika Richarda ukazano, naj obkroži utrdbo, da prepreči pobeg britanskih sil.
Ob 3:00 zjutraj 3. oktobra je poročnik Rogers iz 2. polka lahkih dragoncev začel napad na utrdbo s svojimi možmi, z majorjem Trescottom in silami stotnika Edgarja v vleki. Britanski stražar na dolžnosti je izstrelil svojo pištolo, da bi opozoril branilce na ameriški napad in se umaknil v utrdbo, pri tem pa pozabil zapreti vrata za seboj. Polkovnik Tallmadge je v svojem dnevniku poročal, da so Britanci nudili nekaj odpora, ko so Američani vstopili v utrdbo, pri čemer so napadalci ubili štiri in ranili dva branilca.

## Posledice
Američani so požgali zgradbe in shranjene materiale utrdbe, zaradi česar je bila neuporabna do konca vojne. Med uničenimi predmeti sta bila dva topa kalibra štiri funte. Američani so zajeli dva kapitana, poročnika, 18 vojakov, pa tudi dva topa kalibra en funt in medeninast top kalibra en funt.
Edini Američan ranjen v bitki je bil narednik Elijah Churchill, ki mu je George Washington osebno podelil značko za vojaške zasluge.zaradi česar je bil prva oseba, ki je prejela škrlatno srce.
Danes so ostanki utrdbe v stanovanjskem območju v zaselku Fort Salonga.